# Парк Кірова (Стерлітамак)
Парк імені С.М. Кірова (башк. С.М. Киров исемендәге паркы) — парк, що розташований в історичній частині міста Стерлітамака. Обмежений вулицями К. Маркса (зі сходу), Сакко і Ванцетті (з півдня), Садовий (з півночі) і Миру (з заходу). У парку розташований монумент особам, постраждалим при випробуванні атомної зброї в Семипалатинську і при ліквідації наслідків аварії на Чорнобильській АЕС.

## Історія
Побудований на місці собору Собору Казанської Божої матері.